# Douloumi
Douloumi est un village situé dans la région du nord du Cameroun au sein du département de la Bénoué, entre le 9° 21' Nord et 13° 66' Est.

## Climat
A l'instar de sa commune, Douloumi bénéficie d'un climat du type Soudano-Sahélien, caractérisé par une saison sèche qui dure 6 mois et une saison de pluies allant de Mai à octobre avec de grandes irrégularités.

## Ressources naturelles
Tous les villages de la commune de Pitoa sont situés sur une zone de polyculture. En plus de cette zone, Douloumi se situe également sur la zone de la vallée de la Bénoué (Naddéré) et bénéficie de la présence de cours d'eau,

## Populations
Les données issues du Plan communal de développement (mai 2015) de la commune de Pitoa, fait état d’une population de 197 habitants au sein du village de Douloumi (soit près de  0,17 % de la population de la commune).

## Agriculture
A l'instar de tous les villages de la commune de Pitoa, Douloumi fait face à une baisse de la compétitivité agricole. Pour résoudre ce problème, le Plan Communal de Développement (Mai 2015) prévoit entre autres d’aménager et sécuriser 20 ha de superficies agricoles à Douloumi.

## Élevage
L'activité d’élevage à Douloumi est à l'image de celle de l’agriculture, marquée par une faiblesse de production animale et halieutique.  Afin de redresser cette situation, le Plan communal de développement (mai 2015) de la commune envisage entre autres de : renforcer le Centre Zootechnique de Douloumi en personnels et produits vétérinaires (3 personnels, une moto et produits) ; de créer et construire dans le village un centre d'approvisionnement en produits vétérinaires et d'y structurer les éleveurs et les pêcheurs pour un meilleur encadrement et accès aux appuis divers.

## Commerce
Les commerçants du village de Douloumi font face à des difficultés de commercialisation de leurs différents produits. Pour redynamiser ce secteur d’activité dans le village, le Plan communal de développement (mai 2015) de la commune de Pitoa mise sur la création d'un marché périodique

## Projets sociaux prioritaires
Le Plan communal de développement (mai 2015) de la commune de Pitoa a identifié cinq projets primordiaux pour le développement social de Douloumi. Le classement de ces projets se présente comme suit :
- Créer 2 forages à Les Wouro Douloumi ;
- Construire une salle d’accouchement et un bureau au CSI de Douloumi ;
- Réhabiliter de trois forages en panne de Douloumi ;
- Construire un bloc de 6 salles et un bureau à l’école publique de Douloumi ;
- Installer 15 lampadaires dans les cinq quartiers à l’aide des panneaux solaires.

## Projets économiques prioritaires
Sur le plan du développement économique de Douloumi, le Plan communal de développement (mai 2015) de la commune de Pitoa mise sur les actions suivantes :
- Former et appuyer les producteurs dans la restauration des sols ;
- Appuyer les pêcheurs à s'organiser en groupement et les doter en matériels de pêche appropriés ;
- Renforcer le centre zootechnique et vétérinaire en personnel et en produits de soin d'animaux.